# Un știrist legendar
Un știrist legendar: Ron Burgundy (sau pe scurt Un știrist legendar) (titlu original: Anchorman: The Legend of Ron Burgundy sau pe scurt Anchorman) este un film american de comedie din 2004 regizat de Adam McKay. Este produs de Judd Apatow și scris de Will Ferrell și McKay. Rolurile principale au fost interpretate de actorii Ferrell, Christina Applegate, Paul Rudd, Steve Carell, David Koechner și Fred Willard. Filmul este o privire tongue-in-cheek a culturii din anii 1970, mai ales a noului format (de știri TV) Action News. Un știrist legendar s-a clasat pe locul 100 din lista Bravo a celor mai 100 amuzante filme, pe locul 6 în topul TimeOut al celor mai bune 100 de filme de comedie și pe locul  113 în topul Empire al celor mai bune 500 de filme din toate timpurile. A fost urmat de Un știrist legendar 2 (Anchorman 2: The Legend Continues, 2013).

## Prezentare
Filmul prezintă o stație TV din San Diego unde Ron Burgundy (Ferrell), un fost știrist de succes are de înfrunta provocarea Veronicăi Corningstone (Applegate) care emite pretenții la postul de prezentatoare de știri.

## Distribuție
- Will Ferrell - Ron Burgundy,  un știrist local la canalul fictiv KVWN, câștigător al Emmy Award și prezentatorul principal al KVWN Channel 4 News Team între 1964 - 1977
- Christina Applegate - Veronica Corningstone, membră a echipei KVWN a cărei ambiție este de a deveni prezentatorul principal și de a-i lua locul astfel lui Ferrell
- Paul Rudd - Brian Fantana, un reporter elegant și supra-sexuat al știrilor KVWN
- Steve Carell - Brick Tamland, prezentatorul meteo de la  KVWN
- David Koechner - Champion "Champ" Kind, prezentatorul de sport KVWN
- Chris Parnell - Garth Holliday, asistentul lui Ed de la KVWN
- Kathryn Hahn - Helen, membră a echipei KVWN
- Fred Armisen - Tino, proprietarul unui restaurant frecventat de Ron
- Fred Willard - Edward "Ed" Harken, noul director  de la KVWN
- Vince Vaughn - Wes Mantooth, prezentatorul principal de la KQHS Channel 9 Evening News Team și principalul rival al lui Ron Burgundy

### Roluricameo
- Danny Trejo - barman
- Jack Black - motociclist
- Judd Apatow - un angajat al postului de știri
- Paul F. Tompkins - gazda unei emisiuni cu pisici
- Jay Johnston - membru al Eyewitness News Team
- Adam McKay ca om de serviciu
- Tim Robbins ca prezentator la Public News
- Luke Wilson ca Frank Vitchard, prezentator de știri al Channel 2
- Ben Stiller ca Arturo Mendez (prezentator de limba spaniolă)
- Missi Pyle - zoo keeper
- Seth Rogen ca Scotty cameramanul
- Bill Kurtis - narator